# Arzos
Arzos  este un oraș în Grecia în Prefectura Evros.